# Badis ibne Almançor
Badis ibne Almançor (em árabe: باديس بن المنصور; romaniz.: Badis ibn al-Mansur) foi emir do Reino Zírida da Ifríquia e Magrebe Central e bisneto do fundador da dinastia zírida, Ziri. Governou entre 996, em sucessão de seu pai Almançor, e 1016, quando faleceu e seu filho Almuiz o sucedeu. Segundo uma das fontes árabes, Badis também era conhecido como Abul Manade Nácer Adaulá.

## Vida

Ruínas do Alcalá dos Banu Hamade

Badis era filho de Almançor (r. 984–996), o segundo emir do Reino Zírida. Seu pai faleceu em 995 ou mais certamente em março de 996. Logo que ascendeu, confiou o governo de Tierte a seu tio Ituefete e enviou-o com o irmão dele Hamade contra os zenetas, mas foram derrotados e voltaram a Achir. Em 999, Badis atacou o zeneta Ziri ibne Atia, que invadiu os territórios zíridas e foi obrigado a voltar ao Magrebe, e confiou o governo conjunto de Tierte e Achir a Ituefete. Tal nomeação causou a revolta de seus tios Macsane, Zaui, Halal, Maganine, Areme e Abul Biar. Ituefete logo conseguiu escapar e Abul Biar dirigiu-se a Badis para se desculpar por sua participação na conspiração. Como Badis estava ocupado combatendo Fulful ibne Saíde, confiou a supressão da revolta a Hamade, que venceu-a em 1001. Em seguida, Badis chamou Hamade para Cairuão, a capital zírida, para apoiá-lo na guerra contra Fulful.
Assim que Hamade partiu, os zenetas começaram a devastar as províncias zíridas e interceptar caravanas em Massila e Achir. Badis enviou Hamade contra eles, e em 1004/1005 o seguiu. Após chegarem em Tijiste, Hamade subjugou o Magrebe, puniu os zenetas e fundou o Alcalá dos Banu Hamade (1007-1008). Querendo testar a fidelidade do tio, Badis o convidou a se desfazer dos governos de Tijiste e Constantina e Hamade se recusou e declarou revolta aberta. Ibraim, irmão de Hamade, foi enviado por Badis contra ele, mas decidiu apoiar a revolta. Badis marchou em pessoa, e ao alcançar o Chelife, atraiu algumas tropas rebeldes sob sua bandeira. Obteve a submissão de Tujine e encheu de presentes seus emires Atia ibne Dafletene, cujo pai foi morto por Hamade, e Iader ibne Locmane ibne Almutaz. Após acampar sucessivamente à beira de Uacel, em Seressu e no monte Guezul, Badis forçou Hamade a voltar para Alcalá, que foi cercada. Badis morreu subitamente enquanto dormia em sua tenda junto de seus companheiros em abril de 1016 e de imediato os sitiantes retornaram à capital, levando consigo o corpo do emir. Badis foi sucedido por seu filho Almuiz.